# Poglavitni kompleks tkivne skladnosti
Poglavitni kompleks tkivne skladnosti ali poglavitni histokompatibilnostni kompleks (kratica PHK, bolj znan pod kratico MHC za angleški izraz major histocompatibility complex) je skupni izraz za veliko skupino genov v genomu večine vretenčarjev in njihove produkte (beljakovine), ki imajo v imunskem sistemu vlogo razločevanja med lastnimi in tujimi antigeni v organizmu in predstavljanja le-teh limfocitom T.
Pri različnih organizmih je PHK znan pod drugimi imeni, saj je bil sistem opisan večkrat ločeno in šele kasneje so ugotovili, da gre za homologne gene. Pri človeku ga tako označujemo s kratico HLA (za angleški izraz human leukocyte antigen – človeški levkocitni antigen), pri psih DLA, pri miših H-2 itd.

## Organizacija v genomu
Poglavitni histokompatibilnostni kompleks je velik odsek genoma, ki se pri človeku nahaja na kromosomu 6 in je zanj značilno, da so geni razporejeni zelo na gosto. Odsek je razdeljen v tri regije, ki kodirajo beljakovine z različno funkcijo – PHK I, PHK II in PHK III. Gre za eno najbolj variabilnih regij v genomu, z 10 ali več aleli na vsakem lokusu, ki se med prepisovanjem naključno kombinirajo, rezultat česar je velika raznolikost njihovih produktov.
Beljakovine PHK razreda III se po funkciji zelo razlikujejo od PHK I in PHK II (za slednje se je uveljavil tudi izraz »klasični PHK«), vendar ležijo geni zanje med regijama PHK I in PHK II, zato jih pogosto obravnavajo skupaj z njimi, čeprav so bistveno manj variabilni. To so geni za beljakovine, ki sestavljajo sistem komplementa, za citokine, proteine toplotnega šoka idr.
Gene PHK I izraža večina somatičnih celic (različno mnogo), PHK II pa samo razred celic, ki ga imenujemo antigen predstavljajoče celice – npr. limfociti B in makrofagi. Izražanje je odvisno od stadija teh celic. Nezreli limfociti B ne izražajo PHK II, neaktivirani makrofagi pa zelo malo.

## Zgradba
Po zgradbi so molekule PHK I in II membranski glikoproteini z regijo za vezavo antigenov. Največ variabilnosti izražajo ravno v tej regiji, zaradi česar lahko vežejo mnogo različnih molekul. Vezava ni povsem specifična, je pa zelo močna; antigen se vgradi v strukturo molekule PHK in poveča stabilnost njene vezave z membrano. PKH so heterodimerne molekule – zgrajene iz dveh med seboj razližnih verig, ki sta vezani nekovalentno. Po zgradbi sta oba razreda teh molekul zelo podobna

## Delovanje in vloga v imunskem sistemu
So ključni sestavni del procesa, ki ga imenujemo predstavljanje antigenov. Da se aktivira imunski sistem, mora biti antigen vezan na molekulo PHK I ali II in skupaj z njo izpostavljen na površini celice, šele takšnega lahko vežejo in prepoznajo limfociti T s svojimi T-celičnimi receptorji. Proces se razlikuje glede na to, kje v celici se antigeni nahajajo.

### PHK I
Beljakovine iz citosola predstavljajo molekule PHK I. To so v glavnem virusi, ki inficirajo celico in prevzamejo njene mehanizme za izgradnjo lastnih sestavnih delov. Nahajajo se v citosolu, prav tako se tja prenesejo virusne komponente, ki jih je celica sintetizirala. Pred tem se te beljakovine razgradijo na manjše peptide dolžine od 8 do 10 aminokislin s pomočjo posebne proteaze in aktivno prenesejo v lumen endoplazmatskega retikuluma. Tam se vežejo na novo sintetizirane PHK I in skupaj z njimi prenesejo do celične membrane.
Kompleks PHK I:antigen na površini celice prepozna in se nanj veže T-celični receptor, izražen na površini posebnega razreda limfocitov T, označenega kot CD8+. Ko se to zgodi, izrazi limfocit T signal, ki preko kaskade reakcij v tarčni celici sproži njeno smrt. Tako organizem prepreči da bi se virusi v okuženi celici dalje razmnoževali. 
V procesu zorenja limfocitov T se izločijo limfociti s T-celičnimi receptorji, ki reagirajo na telesu lastne peptide, kar omogoča razločevanje med lastnimi in tujimi antigeni. V medicini ima sistem PHK I tudi negativen pomen. Zaradi velike raznolikosti ima vsak človek samo sebi lastne beljakovine PHK. Ker jih imunski sistem drugega človeka prepozna kot tujek, pride zaradi njih do zavrnitve presajenih organov.

### PHK II
Beljakovine, ki se predstavljajo z molekulami razreda PHK II, izvirajo iz veziklov. PHK II izražajo samo t. i. antigen-predstavljajoče celice – limfociti B, makrofagi in nekatere druge specializirane celice, kot so celice epitela priželjca. Limfociti B in makrofagi z endocitozo »požirajo« tujke. Ti se delno razgradijo v lizosomih, nato pa se lizosomu priključi vezikel, ki ima na notranji strani membrane vezane molekule PHK II. Te z aktivnim mestom ob pomoči posebne katalize vežejo fragmente razgrajenega tujka, celoten kompleks pa se nato zlije z zunanjo celično membrano in pride na površino celice.
Kompleks PHK II:antigen na površini celice prepozna in se nanj veže T-celični receptor, izražen na površini drugega razreda limfocitov T, označenega kot CD4+. Ko se to zgodi, sproži limfocit T izdelavo protiteles, usmerjenih proti prepoznanemu antigenu, s čimer se začne imunski odziv na tujek.